# Manoir du Hom
Le manoir du Hom est un manoir situé à Beaumont-le-Roger, dans le département de l'Eure en Normandie. Le manoir ainsi que les communs, les cours et les douves sont inscrits au titre des monuments historiques depuis 1989.

## Localisation

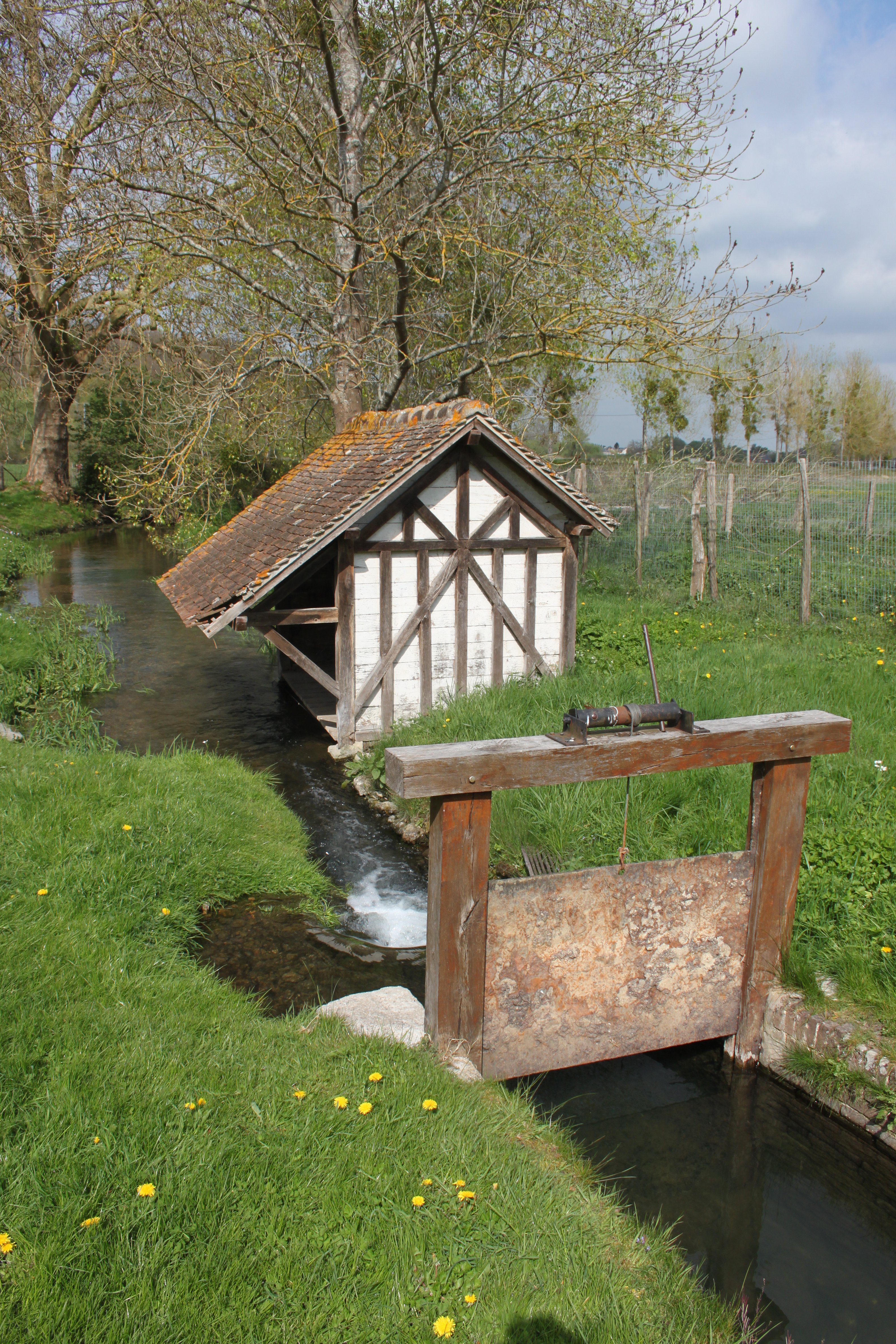
Lavoir et vannage à proximité du manoir

Le manoir du Hom se situe sur le territoire de la commune de Beaumont-le-Roger, à l'ouest du département de l'Eure, dans la région naturelle du pays d'Ouche. 
Il se trouve au cœur de la vallée de la Risle, dans un environnement rural relativement préservé, du fait de son éloignement du centre-ville.
L'édifice bénéficie de belles perspectives sur les champs et les prairies alentour, sur les coteaux boisés à l'ouest et sur la Risle à l'est. Cette zone est incluse dans la ZNIEFF de type 1 Le bois et les prairies du Hom qui se caractérise par la richesse de sa flore (pigamon jaune,  gaillet des fanges, renoncule aquatique, etc.) et de sa faune (gomphus à pinces, criquet ensanglanté, héron cendré, etc.).
Seule la présence d'une voie de chemin de fer (ligne de Mantes-la-Jolie à Cherbourg) vient quelque peu rompre le caractère préservé du paysage.
La propriété n'est visible que d’un chemin (la rue du Hom) qui conduit à la pisciculture de Fontaine à Roger et accessible uniquement depuis la route départementale 23.

## Toponymie
Il s'agit d'un type toponymique normand, dont l'élément Hom est d'origine scandinave. Hom remonte en effet à l'ancien scandinave holmr « îlot, lieu entouré d'eau, prairie au bord de l'eau », ce qui s'explique certainement par le fait que l'édifice soit cerné par les eaux.

## Histoire
En 1420, le Hom appartenait à Isabelle de Pommereuil. La résistance dont elle fit preuve face à l’invasion anglaise lui valut d'en être dépossédée après la victoire de ces derniers.
La construction du manoir actuel est datée de la fin du XVIe - début du XVIIe siècle et serait attribuée à la famille d'Avoise. L'édifice a remplacé une très ancienne demeure construite au XIe siècle, à la même époque que le château féodal.
Le manoir fut par la suite le bien de nombreux propriétaires successifs parmi lesquels figure Dupont de l’Eure. 
Au XIXe siècle, la duchesse de Magenta en fait l'acquisition. Le manoir demeure toujours en possession de ses descendants,.

## Architecture

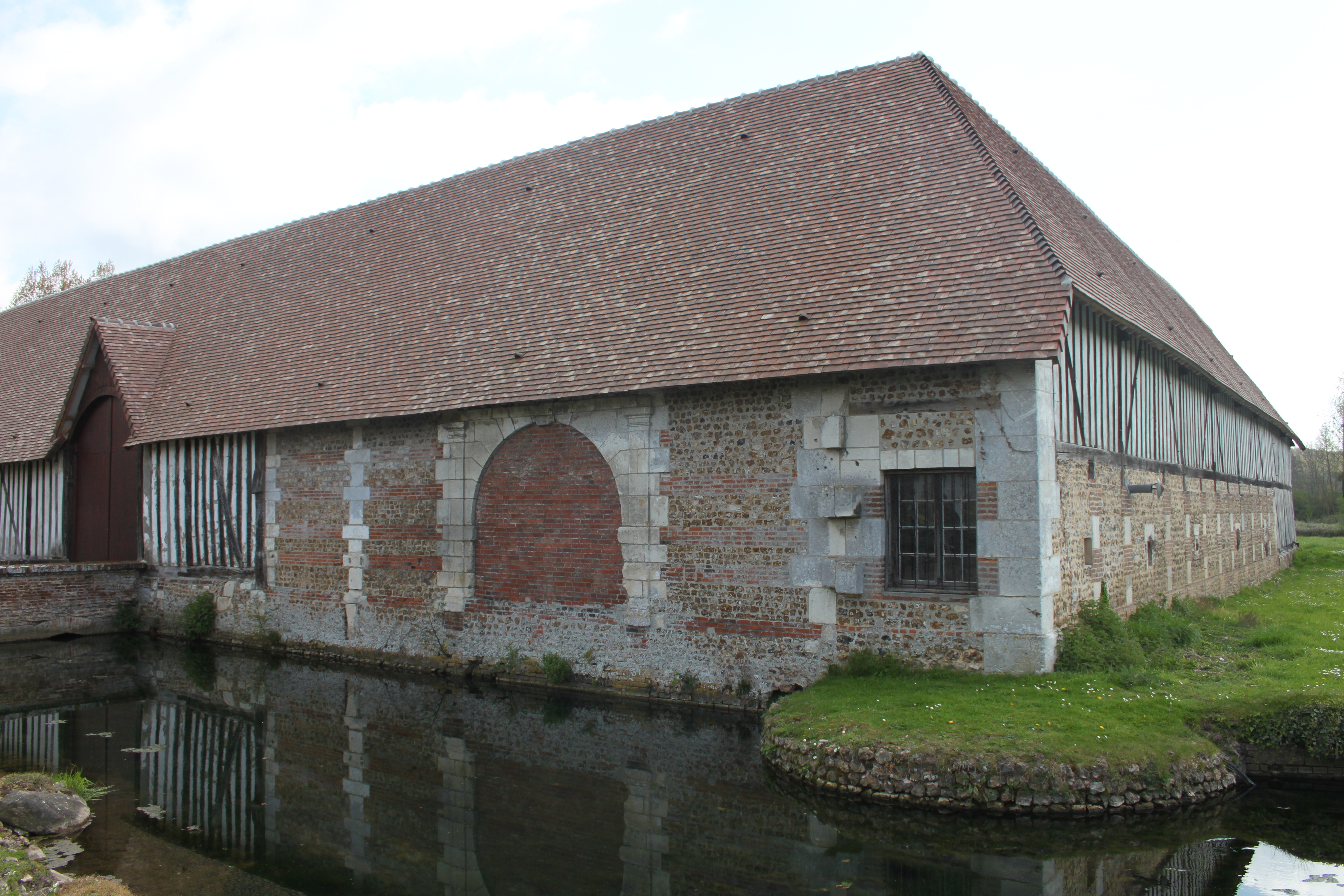
Vue des anciennes écuries

À l'origine, l'édifice, cerné de douves, se composait d'ailes entourant une cour centrale carrée et de quatre pavillons aux angles. Il ne subsiste aujourd'hui que deux pavillons et des élévations partielles de l'aile sud. Les murs sont faits en silex taillé complété par de la pierre de taille (chaînes d'angle harpées, corniches, plates-bandes clavées, lucarnes à fronton, etc.). Les restes de l'aile sud ont été rehaussés par un logis à pans de bois. 
Les communs, placés en avant-cour, sont d'anciennes écuries. Également entourés de douves, ils présentent des façades constituées par un soubassement fait de moellons, de briques et de pierres de taille, et par des élévations en pans de bois. L'accès à la cour centrale se fait par un vaste porche construit dans ces communs.

## Protection
Le manoir a été inscrit à l'inventaire supplémentaire des monuments historiques le 7 septembre 1989. Cette protection inclut la cour du manoir et les douves qui l'entourent ; les façades et les toitures du pavillon nord à l'exception de l'appentis en façade sud ; les façades et les toitures du pavillon ouest et du bâtiment contigu ainsi que de l'ancienne chapelle ; les façades et les toitures du bâtiment des communs .